# Lernanthropus belones
Lernanthropus belones är en kräftdjursart som beskrevs av Henrik Nikolai Krøyer 1863. Lernanthropus belones ingår i släktet Lernanthropus och familjen Lernanthropidae. Inga underarter finns listade i Catalogue of Life.